# Korkenzieherströmung

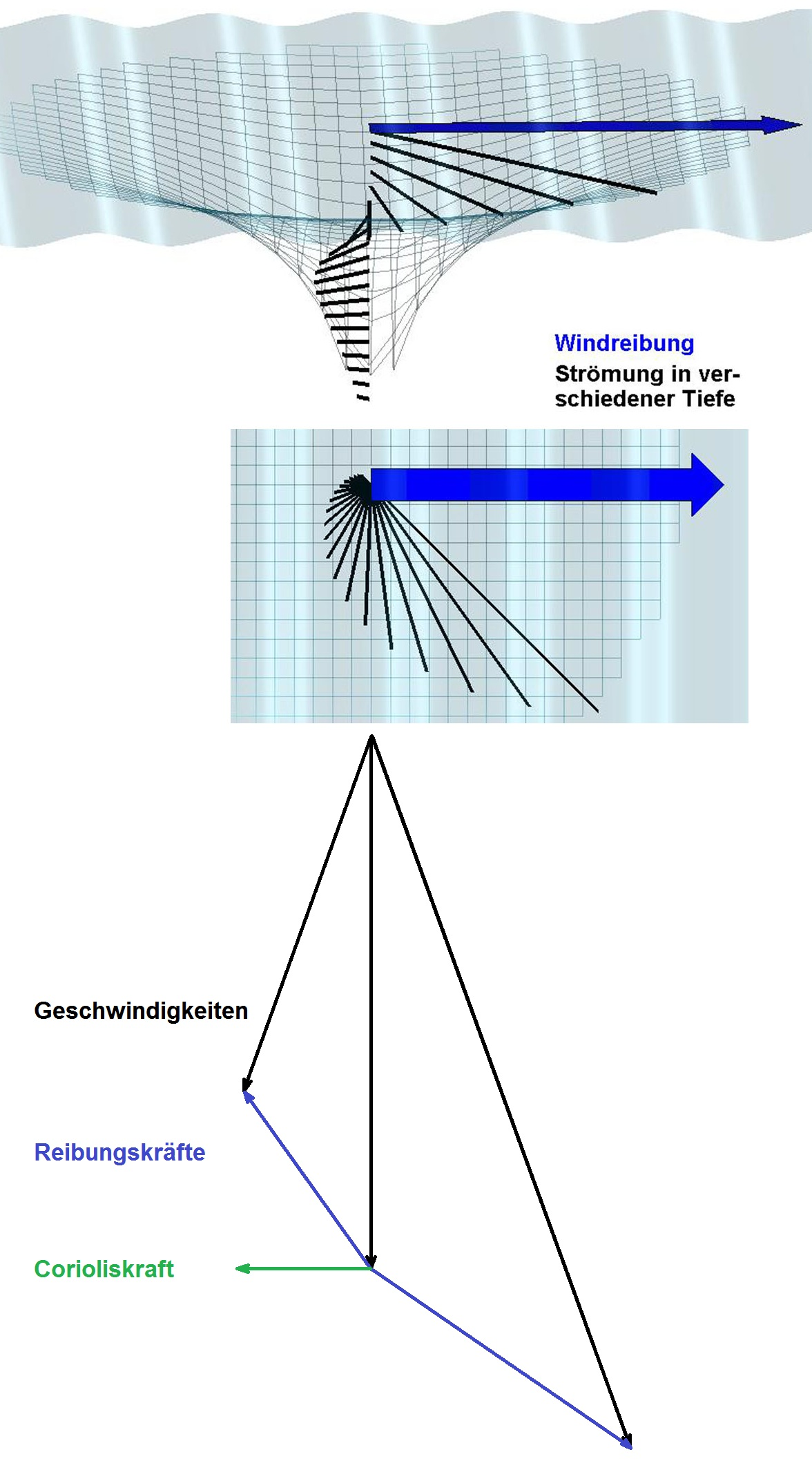
Darstellung einer Ekman-Spirale auf der Nordhalbkugel. Oben perspektivisch, in der Mitte die Draufsicht, unten das Kräftegleichgewicht für eine Schicht

Die Korkenzieherströmung, auch Ekman-Spirale (nach Vagn Walfrid Ekman (1874–1954)) ist ein vertikales Geschwindigkeitsprofil, das im Ozean abseits des Äquators auftritt, wo Wind stetig über eine ausgedehnte Wasserfläche weht. In der Summe – über den Tiefenbereich der Ekman-Spirale – wird Wasser quer zur Windrichtung transportiert. Dies ist zum Verständnis der windgetriebenen Zirkulation wesentlich, siehe Nachweis und Bedeutung des Ekman-Transports. Das Gleiche tritt als Ekman-Schicht auch in der Atmosphäre zwischen etwa 100 und 1000 m Höhe auf.

## Beschreibung
Der Wind zieht das Wasser durch Reibung mit sich. Dessen Bewegung wird durch die Corioliskraft abgelenkt, auf der Nordhalbkugel nach rechts. Jede tiefere Wasserschicht wird durch die jeweils darüber liegende mitgezogen und durch die darunter liegende gebremst. Die unterschiedlichen Richtungen und Beträge der Reibungskräfte gleichen gerade die Corioliskraft auf die betrachtete Schicht aus. Aus dieser Bedingung ergibt sich, dass tiefere Wasserschichten sich immer langsamer bewegen und die Bewegungsrichtung immer stärker von der Windrichtung abweicht. Genauer: die Geschwindigkeitsvektoren bilden eine logarithmische Spirale mit
{\displaystyle |v|=e^{-\alpha }}
Darin ist
- {\displaystyle e} die Eulersche Zahl und
- {\displaystyle \alpha } der Umlaufwinkel im Bogenmaß.

Nach einem halben Umlauf hat der Betrag {\displaystyle |v|} der Geschwindigkeit auf einen Bruchteil {\displaystyle e^{-\pi }\approx 1/23} abgenommen.
Die Tiefenausdehnung der Spirale ergibt sich aus der Viskosität und der Dichte des Wassers und der vertikalen Komponente der Rotationsgeschwindigkeit. In der so genannten Ekman-Tiefe – in mittleren geografischen Breiten bei etwa fünfzig Metern – fließt das Wasser entgegengesetzt zur Windrichtung. Dies wird als Grenze des Einflusses der Windreibung betrachtet.
Die Oberflächenströmung ist um 45° zur Windrichtung gedreht und erreicht etwa drei Prozent der Windgeschwindigkeit.
Genau wie es an der Wasseroberfläche eine Ekman-Spirale gibt, existiert auch eine Ekman-Spirale in der Luft über der Wasseroberfläche bzw. über dem Erdboden oder im Wasser über dem Meeresgrund, falls dieses Wasser strömt. Diese hat einen umgekehrten Drehsinn. Die resultierende Geschwindigkeit dreht also mit größerer Tiefe nach links (in der Nordhemisphäre). In flachem Wasser überlagern sich beide Spiralen. Ist das Wasser flach genug, weist die resultierende Wasseroberflächenströmung in Richtung des Windes.